# Communauté de communes du Canton de Ribiers Val de Méouge
Die Communauté de communes du Canton de Ribiers Val de Méouge war ein französischer Gemeindeverband mit der Rechtsform einer Communauté de communes im Département Hautes-Alpes der Region Provence-Alpes-Côte d’Azur und im Département Drôme der Region Auvergne-Rhône-Alpes. Sie wurde am 30. Dezember 1993 gegründet und umfasste sechs Gemeinden. Der Verwaltungssitz befand sich in der Commune nouvelle Val Buëch-Méouge. Sein Zuschnitt entsprach demjenigen des 2015 aufgelösten Wahlkreises (Kantons) Ribiers plus der Gemeinde Lachaux aus dem Département Drôme, dadurch war er département- und regionsübergreifend strukturiert. Der zweite Namensteil bezieht sich auf den Fluss Méouge, dessen Einzugsgebiet teilweise zum Gemeindeverband gehörte.
Die Communauté de communes du Canton de Ribiers Val de Méouge schloss sich am 1. Januar 2017 mit sechs weiteren Communauté de communes zur Communauté de communes du Sisteronais-Buëch zusammen.

## Aufgaben
Zu den vorgeschriebenen Kompetenzen gehörten die Entwicklung und Förderung wirtschaftlicher Aktivitäten und des Tourismus. Der Gemeindeverband bestimmte die Wohnungsbaupolitik. In Umweltbelangen betrieb er die Abwasserentsorgung (teilweise), die Müllabfuhr und -entsorgung und war mitverantwortlich für die Wasserwirtschaftspläne der Méouge und des Buëch. Er betrieb außerdem die Straßenmeisterei. Zusätzlich baute und unterhielt der Verband Kultur- und Sporteinrichtungen und fördert Veranstaltungen in diesen Bereichen.

## Mitgliedsgemeinden

### Département Hautes-Alpes
1. Barret-sur-Méouge
2. Éourres
3. Saint-Pierre-Avez
4. Salérans
5. Val Buëch-Méouge (Commune nouvelle)

### Département Drôme
1. Lachau